# Рио Негро (приток на Амазонка)
 Тази статия е за реката в Южна Америка.  За провинцията в Аржентина вижте Рио Негро (провинция).  
Рѝо Нѐгро (на португалски: Rio Negro; на испански: Río Negro, буквално „черна река“, изговаря се по-близко до Риу Негру) е река в югоизточната част на Колумбия (департамента Гуаиния), южната част на Венецуела (щата Амасонас и северозападната част на Бразилия (щата Амазонас), ляв приток на Амазонка. Дължината ѝ е 2250 km, а площта на водосборния басейн – 691 000 km² (9,62% от водосборния басейн на Амазонка).
Река Рио Негро води началото си на 203 m н.в., под името Гуаиния, от източните склонове на възвишението Меса де Ямби, разположено в най-западната част на Гвианската планинска земя, на територията на Колумбия. В най-горното си течение тече в посока изток-североизток сред девствени екваториални гори, като образува множество прагове. След устието на десния си приток Акио, завива на юг-югоизток и на протежение около 380 km служи за граница между Колумбия и Венецуела. Тук вече липсват бързеи и прагове и река Гуаиния се превръща в голяма река. В този участък отляво в нея се влива река Касикияре (бифуркация на река Ориноко) и от тук нататък реката се нарича Рио Негро. При малкото венецуелско градче Ел Кармен Рио Негро навлиза в бразилска територия, като тече през северната част на Амазонската низина, в началото на юг, а след това на изток и югоизток. Тук река Рио Негро се превръща в могъща река, течаща в много широка долина, със спокойно и бавно течение, разделя се на ръкави и протоци и образува множество речни острови. Влива се отляво в река Амазонка, на 7 m н.в., при големия град и пристанище Манаус.
Основни притоци: леви – Касикияре (326 km), Кауабури, Марауя, Падауири, Демини, Жуфари (311 km), Рио Бранко (1454 km), Жауапери (554 km), Каманау; десни – Шие, Исана (696 km), Уапес (1375 km), Курикуриари, Марие (480 km), Теа, Куюни (400 km), Каурес, Унини (530 km), Жау (400 km). Река Рио Негро е пълноводна целогодишна, но все пак от март до август има повишен отток, а от октомври до януари – понижен. Среден годишен отток в устието 28 400 m³/s. Плавателна е за дълбоко газещи речни съдове на около 1000 km от устието, а за плитко газещи, по време на пълноводието – до устието на река Акио.